# Dominik Szoboszlai
Dominik Szoboszlai (Székesfehérvár, 25 oktober 2000) is een Hongaars voetballer die als middenvelder speelt. Hij verruilde RB Leipzig in juli 2023 voor Liverpool. Szoboszlai debuteerde in 2019 voor het Hongaars voetbalelftal.

## Clubcarrière

### Red Bull Salzburg
Dominik Szoboszlai komt uit de voetbalopleiding van Videoton FC en na onder meer een kortstondig verblijf bij MTK Boedapest maakte hij in 2017 de overstap naar Red Bull Salzburg. Deze club verhuurde hem in het seizoen 2017-2018 aan de tweedeklasser FC Liefering, de belofteploeg van Red Bull Salzburg  en voor deze club maakte hij zijn debuut in het betaalde voetbal op 21 juli 2017 in de wedstrijd tegen Kapfenberg SV. Hij gaf toen meteen een assist. Op 4 augustus maakte hij zijn eerste doelpunt uit zijn professionele loopbaan. Bij FC Liefering kwam hij in zijn eerste seizoen tot tien doelpunten en zeven assists. Toen de 2. Liga al afgelopen was, maakte Szoboszlai op 27 mei 2018 zijn debuut voor Red Bull Salzburg in de wedstrijd tegen FK Austria Wien. Hij kwam als wisselspeler in het veld voor Enuch Mwepu.
Het seizoen erop werd hij opnieuw uitgeleend aan FC Liefering, waar hij tot zes goals en vier assists kwam in de eerste negen wedstrijden, waaronder een hattrick tegen FC Wacker II. Red Bull Salzburg haalde hem daarop terug. Op 17 maart 2020 maakte Szoboszlai zijn eerste goal voor Red Bull Salzburg, opnieuw tegen FC Wacker. Op 14 april was hij met één goal en twee assists bij alle goals betrokken tegen SK Sturm Graz (3-1). Op 18 december 2020 werd bekend dat Szoboszlai in de aankomende zomer zou vertrekken naar RB Leipzig. Hij maakte een eindsprint bij Salzburg: in de laatste negen wedstrijden was hij goed voor zeven goals en tien assists. In alle competities was hij dat seizoen goed voor twaalf goals en achttien wedstrijden.

### RB Leipzig
In de zomer van 2021 maakte Szoboszlai de overstap naar RB Leipzig. Er werd ruim 20 miljoen euro voor hem betaald. Daarmee werd hij de duurste Hongaarse speler in de voetbalgeschiedenis. Na een jaar waarin hij afwisselend als basisspeler en als invaller speelde, groeide hij in het seizoen 2022/23 uit tot vaste basisklant bij Leipzig. Hij won in zowel 2021/22 als 2022/23 de DFB-Pokal met de Duitsers, de eerste en tweede hoofdprijs in de clubhistorie. Tijdens de met 2–0 gewonnen finale tegen Eintracht Frankfurt in 2022/23, maakte Szoboszlai het tweede doelpunt. In totaal speelde Szoboszlai 91 wedstrijden voor RB Leipzig, waarin hij goed was voor twintig goals en 22 assists.

### Liverpool
Szoboszlai tekende in juni 2023 een contract tot medio 2028 bij Liverpool. Dat betaalde naar verluidt circa 70 miljoen euro voor hem aan RB Leipzig. Hiermee werd hij opnieuw de duurste Hongaarse speler in de voetbalgeschiedenis. Tegelijkertijd werd hij de duurst verkochte speler ooit voor RB Leipzig. Op 13 augustus maakte hij in de seizoensopener tegen Chelsea zijn debuut. Op 3 september maakte Szoboszlai tegen Aston Villa (3-0) zijn eerste doelpunt voor Liverpool. Na twintig speelrondes, waarin Szoboszlai nog geen wedstrijd gemist had, raakte hij op 1 januari 2024 tegen Newcastle United (4-2 winst) geblesseerd aan zijn hamstring, waardoor hij een aantal wedstrijden miste.

## Clubstatistieken
| Seizoen | Club           | Competitie     | Competitie | Competitie | Competitie | Beker | Beker | Beker | Internationaal | Internationaal | Internationaal | Totaal | Totaal | Totaal |
| Seizoen | Club           | Competitie     | Wed.       | Dlp.       | Ass.       | Wed.  | Dlp.  | Ass.  | Wed.           | Dlp.           | Ass.           | Wed.   | Dlp.   | Ass.   |
| ------- | -------------- | -------------- | ---------- | ---------- | ---------- | ----- | ----- | ----- | -------------- | -------------- | -------------- | ------ | ------ | ------ |
| 2017/18 | RB Salzburg    | Bundesliga     | 1          | 0          | 0          | 0     | 0     | 0     | —              | —              | —              | 1      | 0      | 0      |
| 2017/18 | → FC Liefering | 2.Liga         | 33         | 10         | 7          | —     | —     | —     | —              | —              | —              | 33     | 10     | 7      |
| 2018/19 | → FC Liefering | 2.Liga         | 9          | 6          | 4          | —     | —     | —     | —              | —              | —              | 9      | 6      | 4      |
| 2018/19 | RB Salzburg    | Bundesliga     | 16         | 3          | 4          | 3     | 2     | 1     | 1              | 0              | 1              | 20     | 5      | 6      |
| 2019/20 | RB Salzburg    | Bundesliga     | 27         | 9          | 14         | 6     | 2     | 2     | 7              | 1              | 2              | 40     | 12     | 18     |
| 2020/21 | RB Salzburg    | Bundesliga     | 12         | 4          | 7          | 2     | 1     | 3     | 8              | 4              | 0              | 22     | 9      | 10     |
| 2021/22 | RB Leipzig     | Bundesliga     | 31         | 6          | 8          | 5     | 2     | 0     | 9              | 2              | 1              | 45     | 10     | 9      |
| 2022/23 | RB Leipzig     | Bundesliga     | 31         | 6          | 8          | 7     | 3     | 3     | 8              | 1              | 2              | 46     | 10     | 13     |
| 2023/24 | Liverpool      | Premier League | 21         | 3          | 3          | 4     | 2     | 1     | 3              | 0              | 0              | 28     | 5      | 4      |
| TOTAAL  | TOTAAL         | TOTAAL         | 181        | 47         | 55         | 27    | 12    | 10    | 36             | 8              | 6              | 244    | 67     | 71     |

## Interlandcarrière
Szoboszlai werd voor het eerst opgeroepen voor het Hongaars voetbalelftal voor de vriendschappelijke wedstrijd tegen Rusland en de WK-kwalificatiewedstrijd tegen Andorra in juni 2018. Hij maakte uiteindelijk zijn debuut voor het nationale elftal op 21 maart 2019 in de EK-kwalificatiewedstrijd in en tegen Slowakije (2–0 verlies). Hij verving László Kleinheisler in de 54ste minuut. Szoboszlai maakte zijn eerste doelpunt voor de nationale ploeg in de thuiswedstrijd tegen Slowakije op 9 september 2019 (1–2). Hij werd op 14 mei 2024 door bondscoach Marco Rossi opgenomen in de Hongaarse selectie voor het EK 2024 in Duitsland. Hongarije werd in de groepsfase uitgeschakeld na nederlagen tegen Zwitserland (1–3) en Duitsland (2–0) en een overwinning tegen Schotland (0–1). Szoboszlai kwam als aanvoerder in iedere wedstrijd in actie.

## Erelijst
| DFB-Pokal | 2× | 2021/22, 2022/23 |

1 Alisson ·
2 Gomez ·
3 Endo ·
4 Van Dijk  ·
5 Konaté ·
7 Díaz ·
8 Szoboszlai ·
9 Núñez ·
10 Mac Allister ·
11 Salah ·
14 Chiesa ·
17 Jones ·
18 Gakpo ·
19 Elliott ·
20 Jota ·
21 Tsimikas ·
26 Robertson ·
38 Gravenberch ·
43 Bajcetic ·
47 Phillips ·
56 Jaroš ·
62 Kelleher ·
66 Alexander-Arnold ·
78 Quansah ·
80 Morton ·
84 Bradley ·
95 Davies ·
Coach: Slot
· Assistent-coach: Heitinga
· Assistent-coach: Hulshoff
· Keeperstrainer: Taffarel
1 Gulácsi ·
2 Lang ·
3 Balogh ·
4 Szalai ·
5 Fiola ·
6 Orbán ·
7 Négo ·
8 Á. Nagy ·
9 Ádám ·
10 Szoboszlai  ·
11 Kerkez ·
12 Dibusz ·
13 Schäfer ·
14 Bolla ·
15 Kleinheisler ·
16 Gazdag ·
17 Styles ·
18 Z. Nagy ·
19 Varga ·
20 Sallai ·
21 Botka ·
22 Szappanos ·
23 Csoboth ·
24 Dárdai ·
25 Horváth ·
26 Kata ·
Coach: Rossi